# Benjamin Clementine
Benjamin Sainte-Clémentine (Crystal Palace, Londres, 7 de diciembre de 1988) conocido artísticamente como Benjamin Clementine, es un poeta, cantante, músico, compositor y actor británico. Su álbum debut, At Least for Now, ganó el  Premio Mercury en 2015. En febrero de 2019 fue nombrado caballero de la Orden de las Artes y las Letras por el gobierno francés, en reconocimiento de su contribución a las artes.
Nacido y criado en Londres, se mudó a París, donde se convirtió en una persona sin hogar siendo adolescente. Allí sus actuaciones le ayudaron a convertirse en una figura de culto en la escena musical y artística. De regreso en Londres debutó en la televisión en el programa Later... with Jools Holland de la BBC en 2013. Numerosos críticos lo han descrito como uno de los grandes cantautores de su generación y el futuro del sonido londinense, además de intentar clasificar su música en algún género.
Considerado por The New York Times uno de los 28 genios que definieron la cultura en 2016, sus composiciones son musicalmente incisivas y están sintonizadas con los asuntos de la vida, además de ser poéticas y mezclar rebeldía con amor y melancolía, lirismo sofisticado con expresiones coloquiales y gritos y verso rimado con monólogos en prosa. Pasó a la música de arte popular, liberándose de la estructura de la canción tradicional, inventando su propio territorio musical dramático e innovador. En escena suele presentarse sin camiseta y descalzo, vestido completamente de negro o gris oscuro con una larga gabardina de lana.

## Biografía

### Primeros años
Clementine nació en Crystal Palace (Londres) como el menor de cinco hermanos. Creció en una familia de clase media en Edmonton, Londres, con su abuela profundamente católica. Cuando ella murió se mudó con sus padres. Habiendo sufrido abusos en su escuela, se convirtió en un niño travieso, aunque su rebeldía era poco convencional. Le atraían especialmente la literatura, se interesó por obras como la Biblia y la poesía, en particular los trabajos de William Blake, T.S. Eliot y Carol Ann Duffy. Podía faltar a la escuela para pasar todo el día en la biblioteca, escogiendo libros de los estantes al azar. Su hermano mayor Joseph era aficionado a la filosofía, a la música, la ciencia y la literatura inglesa, por lo que le recomendaba distintos tipos de libros y diccionarios para que los leyera.
Clementine solía buscar palabras poco usadas y arcaicas para incorporarlas en su vocabulario. Joseph compró un piano cuando Clementine tenía 11 años y le permitía tocarlo cuando terminaba su práctica diaria. Finalmente el gusto de su hermano por el piano disminuyó y cambió a otro instrumento, dándole a Clementine más tiempo para tocar. Al descubrir que era muy propenso hacia la música, su padre se alarmó ya que esperaba que estudiara derecho. Le prohibió involucrarse con cualquier instrumento musical, pero Clementine encontró la forma de obtener un pequeño teclado que transportaba al techo de la casa para tocar mientras sus padres trabajaban. Aunque no sabe leer música, comenzó a imitar los trabajos de compositores como Erik Satie y Claude Debussy, aprendidos de sus escuchas de la emisora Classic FM después de "haberse aburrido" con la música pop, tocando discretamente durante cinco años hasta el divorcio de sus padres

### Reubicación en París
Clementine abandonó la escuela a los 16 años después de haber suspendido la mayor parte de sus exámenes GCSE, a excepción de literatura inglesa, y de haber tenido una disputa familiar. Terminó en Camden Town (Londres), sin hogar y con dificultades psicológicas y financieras. Sin haberlo planeado, se reubicó en París a los 19 años, pasando varios años tocando para sobrevivir en bares y hoteles en Place de Clichy y durmiendo en las calles. Ocasionalmente buscaba trabajo limpiando cocinas, sin tener éxito. Finalmente se trasladó a un hostal en Montmartre, donde pagaba 20 euros por una habitación compartida por diez hombres en literas, prefiriendo las camas bajas para esconder sus pertenencias debajo.
Finalmente, Clementine compró una guitarra deteriorada y un teclado económico. Durante los siguientes tres años escribió y compuso canciones. Inspirado por los poetas y cantantes que había ido a admirar en Francia, decidió que sus canciones serían inútiles si no decía algo sobre sus experiencias personales. Logró mantenerse alejado de los problemas tocando por las noches y componiendo y escribiendo por el día, convirtiéndose en una figura de culto en la escena musical parisina.

## Discografía

### Álbumes
- At Least for Now (2015).
- I Tell a Fly (2017).

### EP
- Cornerstone (2013).
- Glorious You (2014).

### Singles
- Cornerstone (2013).
- London (2013).
- I Won't Complain (2013).
- Condolence (2015).
- Nemesis (2015).
- Phantom of Aleppoville (2017).
- God Save the Jungle (2017).
- Jupiter (2017).

### Como artista colaborador
- Canción Hallelujah Money (Gorillaz featuring Benjamin Clementine) del álbum Humanz.

## Filmografía
| Año  | Título               | Papel              | Notas     | Referencias |
| ---- | -------------------- | ------------------ | --------- | ----------- |
| 2021 | Dune                 | Heraldo del Cambio |           |             |
| ...  | Blitz                |                    | En rodaje |             |
| ...  | In the Hand of Dante |                    | En rodaje | [ 21 ]      |